# جيمس هاوسر
جيمس هاوسر (بالإنجليزية: James Houser)‏ هو لاعب كرة قاعدة أمريكي، ولد في 15 ديسمبر 1984 في ساراسوتا في الولايات المتحدة.

## وصلات خارجية
- جيمس هاوسر على موقع دوري كرة القاعدة الرئيسي (الإنجليزية)
- جيمس هاوسر على موقعبيزبول رفرنس.كوم (الدوري الرئيسي) (الإنجليزية)
- جيمس هاوسر على موقعبيزبول رفرنس.كوم (الدوري الثانوي) (الإنجليزية)
- جيمس هاوسر على موقع إي إس بي إن.كوم (أم.أل.بي) (الإنجليزية)
- جيمس هاوسر على موقع مشجعي الرسوم البيانية (الإنجليزية)